# IC 5261
IC 5261 је спирална галаксија у сазвјежђу Водолија која се налази на листи објеката дубоког неба у Индекс каталогу.
Деклинација објекта је - 20° 21' 48" а ректасцензија 22h 54m 25,2s. Привидна величина (магнитуда) објекта IC 5261 износи 13,2 а фотографска магнитуда 13,9. IC 5261 је још познат и под ознакама ESO 603-26, MCG -4-54-1, IRAS 22517-2037, PGC 69969.